# Рынгу (волость)
Ры́нгу (эст. Rõngu) — бывшая волость в Эстонии в составе уезда Тартумаа.

## Положение
Площадь волости — 164,1 км², численность населения на 1 января 2009 года составляла 2898 человек.
Административным центром волости был посёлок Рынгу. Помимо этого на территории волости находился ещё один посёлок Кяэрди и 15 деревень.